# パパントゥラ・デ・オラルテ
パパントゥラ・デ・オラルテ（Papantla de Olarte）は、メキシコのベラクルス州にある自治体。簡単にパパントゥラ（Papantla）と呼ばれることもある。メキシコのバニラ生産の中心地。プエブロ・マヒコ選出。